# Librilla
Librilla es un municipio español perteneciente a la Región de Murcia. Tiene una población de 5777 habitantes (INE 2024) y una superficie de 56 km².

## Geografía

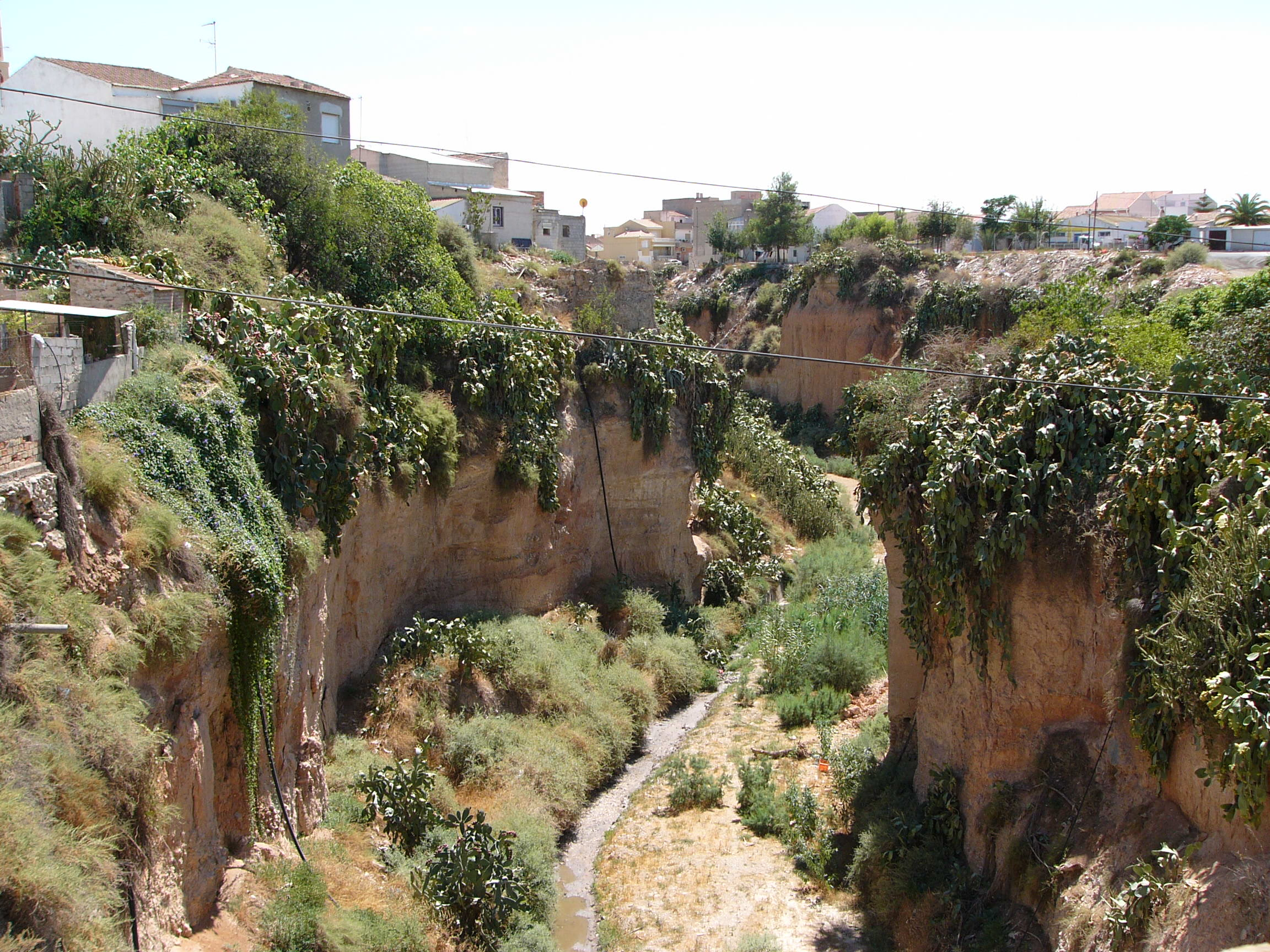
La rambla de Orón que divide el núcleo urbano de Librilla

Integrado en la comarca de Bajo Guadalentín, se sitúa a 29 kilómetros de la capital murciana. 
El relieve del término municipal está caracterizado por el valle del Guadalentín, cuyo río hace de límite por el sur con el término de Alhama de Murcia, donde se encuentra la presa de El Romeral, de laminación de avenidas. También destaca la sierra del Cura al norte, que alcanza los 443 metros de altitud (Loma Larga). 
La rambla de Algeciras, cuyo cauce hace de límite con el término de Alhama por el oeste, represa sus aguas en el embalse del mismo nombre antes de abandonar la sierra del Cura, mientras que la rambla de Orón cruza con un profundo tajo el núcleo urbano de Librilla. 
La altitud oscila entre los 443 metros (Loma Larga) y los 95 metros a orillas del Guadalentín. 
| Noroeste: Mula            | Norte: Murcia         | Noreste: Murcia           |
| Oeste: Alhama de Murcia   |                       | Este: Murcia              |
| Suroeste Alhama de Murcia | Sur: Alhama de Murcia | Sureste: Alhama de Murcia |

## Historia
La historia de Librilla se remonta a los tiempos de los Íberos, los cuales dejaron los restos arqueológicos de un asentamiento en El Castellar. 
En el actual emplazamiento de la población, destacan los restos romanos del yacimiento de El Salitre, denotando su ubicación estratégica en el tajo de la rambla de Orón y su función como punto de control de la importante vía de comunicación que atraviesa el valle del Guadalentín.
El origen de la fortaleza de Librilla se sitúa hacia el siglo XI. Al Idrisi mencionaba en el siglo XII el lugar de hisn Limbraya, lo que atestigua la existencia de una fortificación que centralizaba el espacio rural circundante, estructurando diferentes aspectos de la vida cotidiana del sureste andalusí. 
En 1243, Librilla junto con el resto de la Taifa de Murcia es entregada como protectorado al futuro Alfonso X de Castilla, entonces infante, merced a las capitulaciones de Alcaraz. El propio monarca donaría Librilla y la vecina Alhama a García de Villamayor, aunque poco tiempo después pasaría a manos del infante Manuel de Castilla, adelantado mayor de Murcia. 
Tras la gradual desintegración de sus inmensos señoríos, la población llegó a manos de don Alfonso de Aragón, quien la vendió a Alfonso Fajardo, que se declaró su señor en 1382. A partir de aquel momento, Librilla entró a formar parte de los señoríos de la Casa de Fajardo, quienes patrimoniarían también el cargo de adelantado mayor del Reino de Murcia.
Constituida en villa en 1458, Librilla continuaría siendo señorío de los que posteriormente fueron marqueses de los Vélez hasta la desaparición del régimen señorial en el siglo XIX.

## Geografía humana

### Demografía
Cuenta con una población de 5777 habitantes (INE 2024).
| Gráfica de evolución demográfica de Librilla entre 1842 y 2021                                                        |
| |
| Población de derecho según los censos de población del INE. Población de hecho según los censos de población del INE. |

### Economía
La principal actividad económica de Librilla es la agricultura, con plantaciones de frutales de riego, destacando la producción de limones
La producción industrial de Librilla también es destacable, tras la construcción del polígono industrial Cabecicos Blancos, ubicado junto a la autovía del Mediterráneo, a 20 km de Murcia. El polígono cuenta con una superficie de 750.000 m² de suelo industrial y 512.000 m² de suelo edificable y cuenta con buenos accesos.

## Política
| Mandato   | Nombre                                                          | Grupo |
| --------- | --------------------------------------------------------------- | ----- |
| 1979-1983 | José María Lara Martínez (1979) José Martínez Cerón (1979-1983) | PSOE  |
| 1983-1987 | José Martínez Cerón                                             | PSOE  |
| 1987-1991 | José Martínez Cerón                                             | PSOE  |
| 1991-1995 | José Martínez García                                            | PP    |
| 1995-1999 | José Martínez García                                            | PP    |
| 1999-2003 | Juan Porras Vicente                                             | PSOE  |
| 2003-2007 | José Martínez García                                            | PP    |
| 2007-2011 | José Martínez García                                            | PP    |
| 2011-2015 | Francisco J. Montalbán Fernández                                | PP    |
| 2015-2019 | María del Mar Hernández Porras                                  | UPrL  |
| 2019-2023 | Francisco Rubio Hernández (2019-2020) Tomás Baño (2020-2023)    | PP    |
| 2023-2025 | Leonor Hernández Sánchez                                        | PSOE  |
| 2025-2027 | María del Mar Hernández Porras                                  | UPrL  |

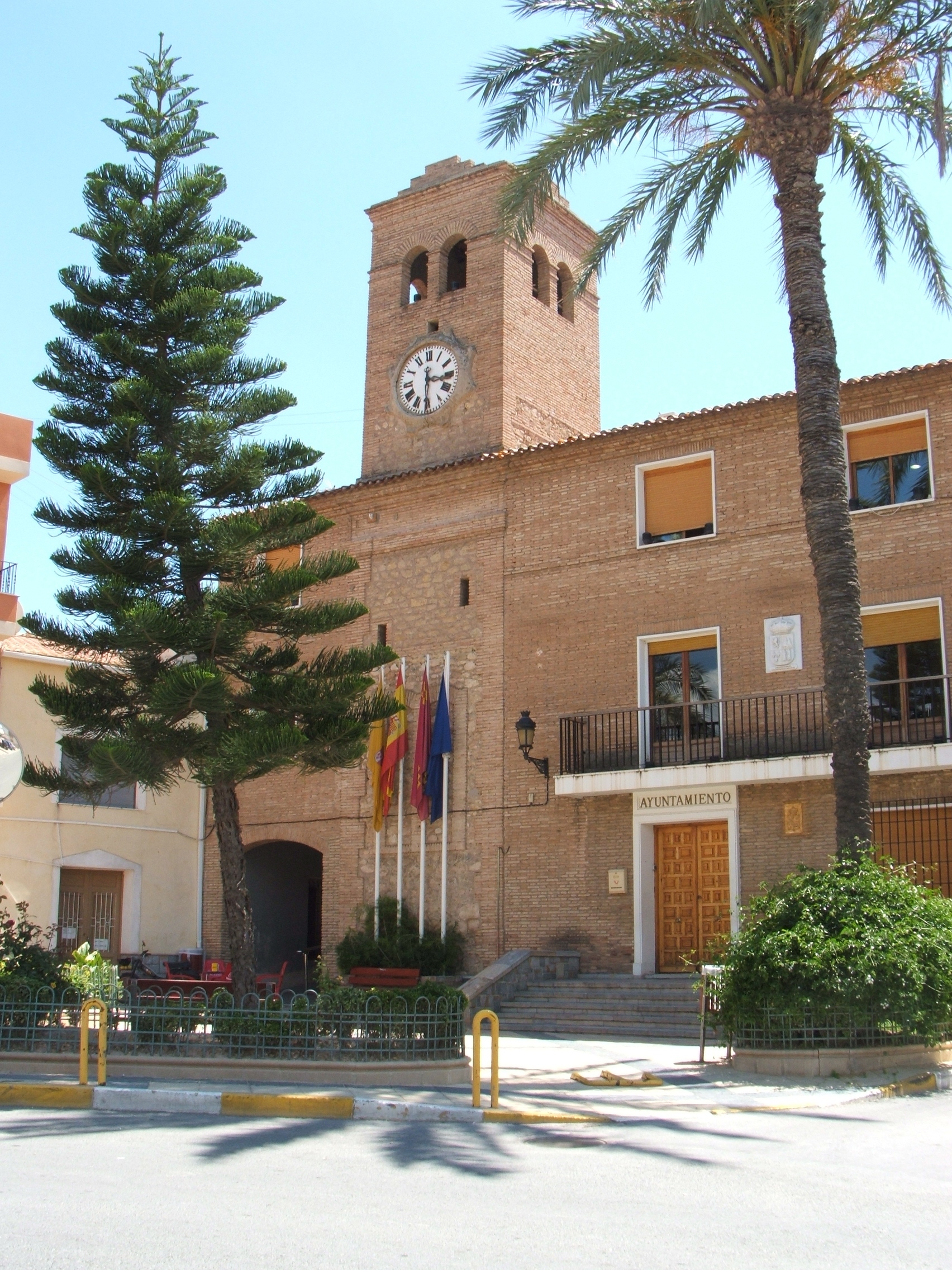
Ayuntamiento de Librilla

El Ayuntamiento de Librilla fue objeto de una intervención judicial anticorrupción por la que su entonces alcalde, José Martínez García, fue detenido en el marco de la Operación Biblioteca, así como el Primer Teniente de Alcalde y concejal de Urbanismo, Pedro Martínez. Tras varios meses acabó siendo expulsado del PP aunque dicha formación política no le obligó a abandonar la Alcaldía, en la que se mantuvo durante toda la legislatura.
Las últimas elecciones que se realizaron en Librilla fueron el 28 de mayo de 2023, consiguiendo la victoria el Partido Popular (PP) pero sin poder gobernar debido al pacto entre PSOE y UPrL. El cual alternaba la alcaldía entre ambos partidos.

## Transporte

### Por carretera
Librilla se encuentra en el eje de comunicación que describe la autovía del Mediterráneo (A-7), que forma parte de la ruta europea E-15, y que atraviesa el término municipal.

### Tren
También dispone de una estación de ferrocarril de la línea Murcia-Águilas, integrada en la red de cercanías Murcia/Alicante, Línea C-2. Tiene servicios diarios a Alhama-Totana-Lorca-Puerto Lumbreras-Pulpí-Águilas y a Alcantarilla-Murcia.

### Autobús
Prestan servicio las siguientes líneas interurbanas y de largo recorrido:
| Línea     | Recorrido                                 | Operador |
| --------- | ----------------------------------------- | -------- |
| MUR-043-1 | Lorca - Murcia                            | Interbus |
| VAC-025   | Murcia - Sevilla por Granada con hijuelas | ALSA     |
| VAC-229   | Murcia - Almería                          | ALSA     |

## Patrimonio

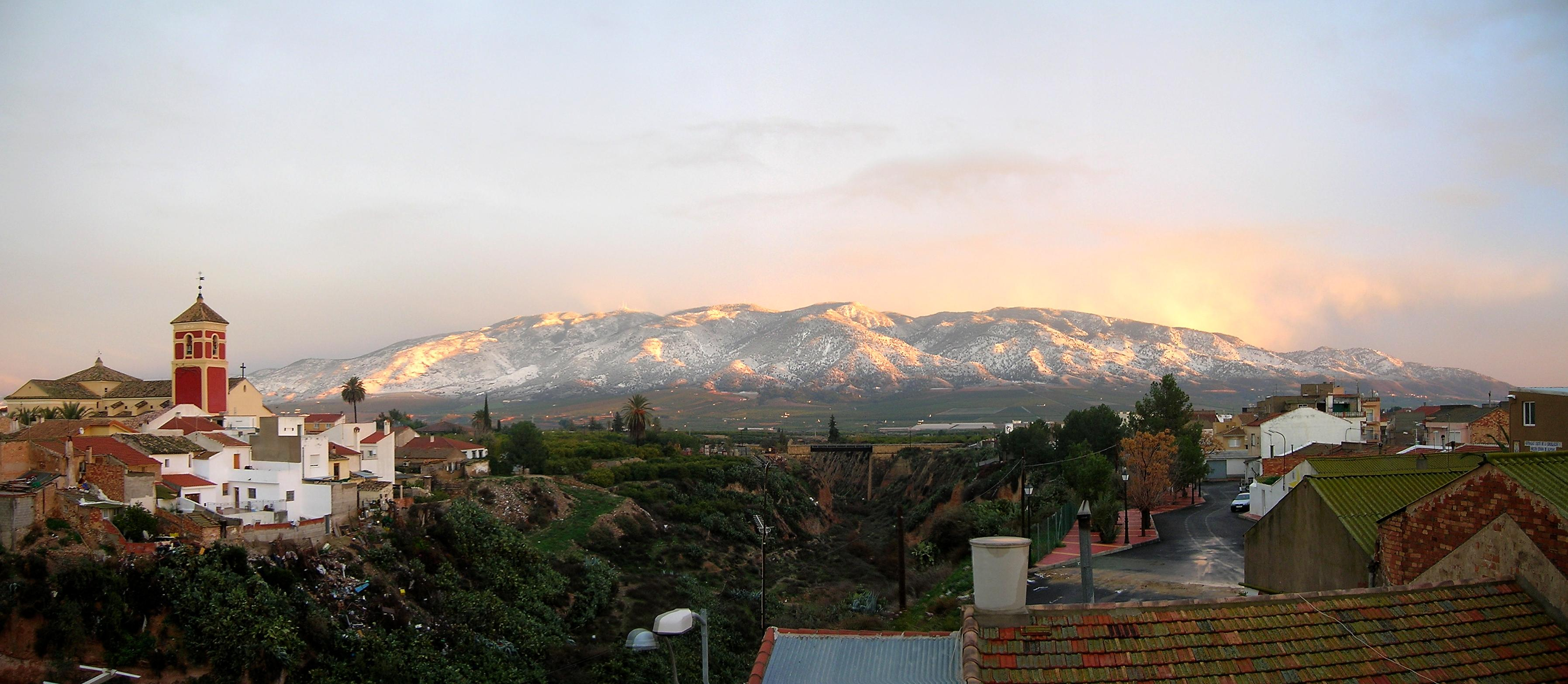
Vista de Librilla con la sierra de Carrascoy nevada al fondo

Los principales lugares de interés de Librilla son: 
- La rambla del río Orón, que parte el pueblo en dos.
- La iglesia de San Bartolomé
- Los restos del castillo de Librilla, declarados Bien de Interés Cultural
- El yacimiento de El Salitre, siglos I-VI, declarado Bien de Interés Cultural
- Casa del Marqués de Camachos
- Las Caballerizas, conocidas popularmente como Las Posadas, declaradas Bien de Interés Cultural
- La mansión de Rosalía o Casa Méndez
- La plaza de la Cruz
- El Lavador, donde hasta 2021 se alzaba un impresionante olmo centenario
- El parque del Sagrado Corazón, conocido popularmente como El Monumento
- El Castellar y sus vistas hacia la presa de Algeciras
- El Estrecho del Sapo, una curiosa formación geológica situada en paraje del barranco de los Infiernos, cuyo nombre proviene de una leyenda local.
- El Mirador, con la vista más icónica del pueblo y el barranco
- La Escalera de los Moros.

## Festividades
- 6 de enero: Epifanía, en la que se representa el Auto de los Reyes Magos.
- Carnaval.
- Semana Santa.
- 2 y 3 de mayo: festividad de la Santa Cruz.
- 16 de julio: Virgen del Carmen.
- 2 de agosto: Nuestra Señora de los Ángeles.
- 18 al 24 de agosto: fiestas patronales en honor a San Bartolomé, con la famosa tradición de las Pitanzas.
- 8 de septiembre: romería a la ermita de la Virgen de Belén que comienza, en años alternativos, en Librilla y Sangonera la Seca.

## Gastronomía

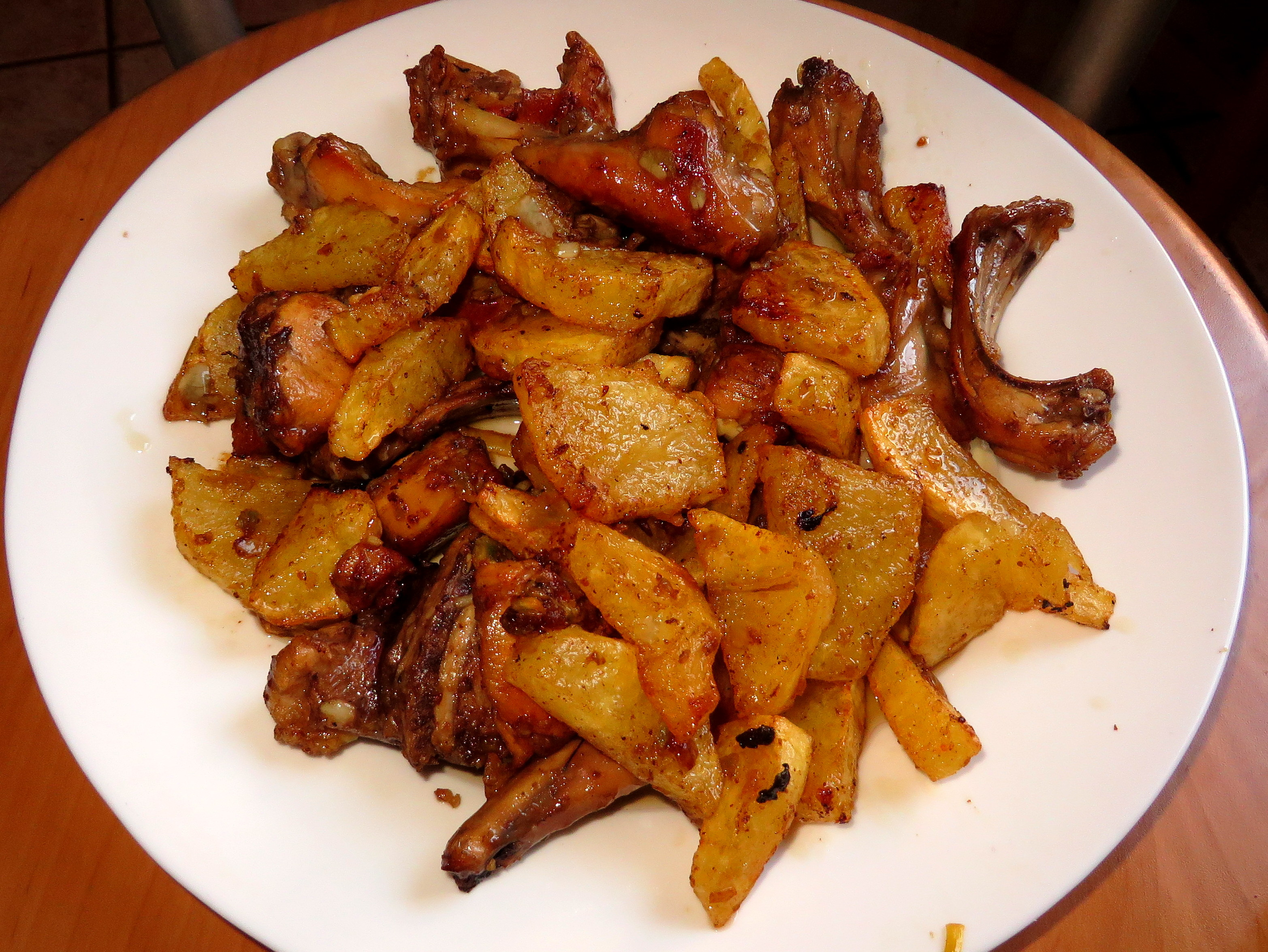
Conejo al ajillo con patatas

Los principales platos de la gastronomía local son el arroz con conejo, el potaje, el estofado, las migas, los michirones (habas secas cocinadas con jamón y chorizo), las gachas migas, el conejo al ajillo, y la olla de cerdo o cocido murciano.
Existe un tipo de pan tradicional llamado pitanza, que pesa unos 200 gramos y es lanzado a millares desde los balcones del ayuntamiento cada 22 de agosto. Se trata de un acto único tanto a nivel regional como nacional originado en tiempos medievales. Con ello se conmemora una gran sequía que sacudió a todo el valle del Guadalentín.[cita requerida]

## Deportes

### Fútbol sala
El fútbol sala ha sido uno de los deportes más populares entre los jóvenes de Librilla, llegando a obtener grandes victorias a nivel nacional con equipos como el Futsal Librilla que juega en la Segunda División Nacional de fútbol sala y División de Honor o Limbraya Sports[cita requerida]

### Fútbol
El 1 de julio de 1928 se publica la inauguración de un estadio y un equipo de fútbol. El primer partido se disputó entre el Librilla F.C y el Español Totanero que quedó 4-2.
En la temporada 1928/1929 el Librilla jugó la tercera división española en la que se enfrentó a equipos como el Cieza, Totana, Yecla o el histórico Hércules de Alicante.